# Kokurakita (Kitakiusiu)
Kokurakita (jap. 小倉北区 Kokurakita-ku) – jedna z siedmiu dzielnic Kitakiusiu, miasta w prefekturze Fukuoka.
Kitakiusiu powstało 10 lutego 1963 roku w wyniku połączenia 5 miast, w tym Kokury, które zostało jedną z dzielnic miasta. 1 kwietnia 1974 roku dzielnica została podzielona na dwie: Kokurakita i Kokuraminami.
Położona jest w północnej części miasta. Graniczy z dzielnicami Tobata, Yahatahigashi, Kokuraminami i Moji oraz miastem Shimonoseki (granica morska).